# Montilly-sur-Noireau
Montilly-sur-Noireau település Franciaországban, Orne megyében. Lakosainak száma 719 fő (2022. január 1.). Montilly-sur-Noireau Condé-en-Normandie, Athis-Val de Rouvre, Aubusson, Caligny, Saint-Georges-des-Groseillers és Saint-Pierre-du-Regard községekkel határos.

## Népesség
A település népességének változása:
| Lakosok száma | 729  | 724  | 748  | 724  | 722  | 720  | 724  | 723  | 719  |
|               | 2013 | 2015 | 2016 | 2017 | 2018 | 2019 | 2020 | 2021 | 2022 |